# José Luis López Sánchez
José Luis López Sánchez (n. Monterrey, Nuevo León, México; 17 de noviembre de 1987), futbolista mexicano.
Juega como Defensa central o por derecha y su equipo actual es el Rayados A, de la Primera División 'A' de México. Estuvo la mayoría con Rayaditos "A", también pasó a Rayados de Segunda División lleva 27 juegos jugados en Primera "A" y 7 juegos jugados en Segunda División
| Equipo                     | Temporada     | Juegos Jugados | Minutos Jugados | Participaciones | Goles |
| -------------------------- | ------------- | -------------- | --------------- | --------------- | ----- |
| Rayados A                  | Apertura 2006 | 3              | 111             | 0               | 0     |
| Rayados A                  | Clausura 2007 | 2              | 94              | 0               | 0     |
| Monterrey Segunda División | Apertura 2007 | 2              | 180             | 0               | 0     |
| Rayados A                  | Apertura 2007 | 10             | 821             | 0               | 0     |
| Rayados A                  | Clausura 2008 | 11             | 865             | 0               | 0     |
| Monterrey Segunda División | Clausura 2008 | 5              | 450             | 0               | 0     |
| Rayados A                  | Apertura 2008 | 3              | 270             | 0               | 0     |
| Monterrey Sub-20           |               |                |                 |                 |       |